# Adamo Ruggiero
Pour les articles homonymes, voir Ruggiero.
Adamo Ruggiero est un acteur canadien né à Mississauga en Ontario le 9 juin 1986 . Il est diplômé du Cawthra Park Secondary School, un lycée où il a étudié l'art dramatique, la danse et le chant de la seconde à la terminale, tous deux situé dans la ville de Mississauga.
Cet acteur est surtout connu pour son rôle de Marco Del Rossi dans la série télévisée jeunesse Degrassi : La Nouvelle Génération. Il a rejoint la distribution de Degrassi en 2002. Marco Del Rossi y joue un adolescent homosexuel qui vit plusieurs événements dans la ville de Toronto et le lycée Degrassi, comme des cours de théâtre, des relations amicales, etc. et aussi d’autres événements liés à l’homophobie.
Il a fait ses débuts à l'âge de 7 ans dans la pièce de théâtre Rudolph le petit renne au nez rouge. Il a par la suite joué dans System Crash et Don't Lick the Pig.
Il apparaît dans 2 épisodes de la série Les Vies rêvées d'Erica Strange en 2009. La même année, il interprète Nathan Stanford dans le film Un Noël très très gay et tourne actuellement la suite qui sortira en 2015. Il a joué dans la pièce The Neverending Story à Toronto en mars 2012. En 2013, il a participé à un spectacle regroupant des scènes de Madonna.

## Vie privée
Sa mère est d’origine canadienne et son père d’origine italienne.
Il est ami avec deux de ses collègues de Degrassi : Jake Epstein et Shane Kippel.
Le 16 janvier 2008, lors de l'émission ETalk, Adamo révèle qu'il est homosexuel. Il a d'ailleurs prêté son nom à The Trevor Project, une association qui aide la communauté LGBT au Canada.

## Filmographie
- 2009 : Un Noël très très gay : Nathan Stanford
- 2002-2009 : Degrassi : La Nouvelle Génération : Marco Del Rossi (125 épisodes)
- 2015 : Saving Hope : Donnie Patrillo